# Niña
Die Niña (spanisch für Mädchen, eigentlich Santa Clara) war eines der drei Schiffe, mit denen Christoph Kolumbus im August 1492 auf seine Seereise nach Westen mit dem Ziel Ostasien aufbrach, und das, auf dem er Anfang 1493 zurückkehrte; sturmbedingt kam er am 4. März 1493 in Lissabon an, nachdem die schnellere Pinta bereits am 1. März im nordspanischen Baiona anlandete. Die Santa Maria war nach Beschädigung für Bauholz abgewrackt worden. Es war auch die Niña, auf der Kolumbus Mitte Februar im Sturm und in Gefahr, noch kurz vor der Rückkehr bei den Azoren zu scheitern, einen Brief verfasste, den er auch als Flaschenpost sicherte.

## Geschichte
Das Schiff wurde um 1491 unter dem Namen des örtlichen Klosters Santa Clara im andalusischen Hafen Moguer, unweit von Palos de la Frontera, auf Kiel gelegt. Der Besitzer hieß Juan Niño, daher der Spitzname zur Unterscheidung gegenüber gleichnamigen Schiffen. Nach den Eintragungen im Libro de Armadas war sie eine dreimastige Karavelle mit einer Länge von ca. 20 m, einer Breite von ca. 7 m und einem Tiefgang von etwas über 2 m. Die Ladekapazität des fast 3 Meter breiten Laderaums betrug ca. 60 Tonnen.
Kapitän der Niña auf ihrer ersten Reise war Vicente Yáñez Pinzón. Das ursprünglich am Groß- und Fockmast gefahrene Lateinsegel (dreieckiges Segel) wurde auf der Kanareninsel La Gomera auf Anweisung von Christoph Kolumbus gegen je ein bauchiges Rahsegel ausgetauscht. Ein Rahsegel liefert bei achterlichen Passatwinden, welche Kolumbus auf der Hinfahrt erwartete, mehr Vortrieb als ein Lateinsegel bei gleicher Segelfläche. Kolumbus war überzeugt, dass diese Segeländerung auch für die Rückreise von Vorteil sein würde, weil er zu Recht westliche Winde auf nördlicheren Breiten erwartete, gemäß seinen auf früheren Seereisen gemachten Erfahrungen (vergleiche den ausführlichen Eintrag vom 25. August 1492 im Bordbuch der ersten Reise). Alle drei Kolumbus-Schiffe waren nach der obigen Segeländerung einheitlich getakelt und fuhren an ihrem hinteren Mast ein Lateinsegel (siehe die zugehörigen Fotos). Nach dieser Verbesserung der Takelage segelte die Niña schneller als die Santa Maria (vergleiche den Eintrag im Logbuch der 1. Reise vom 5. Dezember 1492).
Nach ihrer Rückkehr nach Palos im März 1493 wurde die Niña auf Kolumbus’ zweiter Reise erneut eingesetzt und verließ Cádiz bereits wieder im September. Kolumbus war inzwischen Eigentümer der Niña und wählte sie als sein Flaggschiff bei der Entdeckung von Jamaika und Kuba. Am 12. Juni 1494 kehrte er auf ihr nach Hispaniola zurück. Das stark beschädigte Schiff musste repariert werden; erst 1496 konnte Kolumbus nach Spanien zurückkehren.
1497 wurde die Niña für eine Handelsreise nach Rom eingesetzt, möglicherweise ohne Kolumbus’ Zustimmung. In der Nähe von Sardinien wurde sie von französischen Piraten aufgebracht. Die Besatzung konnte jedoch das geforderte Lösegeld bezahlen und mit der Niña nach Spanien zurückkehren.
1498 wurde sie erneut für eine große Westindienfahrt ausgerüstet. Sie erhielt eine neue Beplankung, einen 200-Pfund-Anker, neue Segel und wurde mit 18 Tonnen Weizen, 17 Tonnen Wein, 7 Tonnen Schiffszwieback, 2 Tonnen Mehl, 2.000 Pfund Käse und einer Tonne Pökelfleisch beladen, außerdem mit Olivenöl, Sardinen, Trauben und Knoblauch. Sie sollte 90 Siedler befördern, darunter auch vier Frauen. Zur Verteidigung gegen Piraten wurde sie mit 10 Kanonen, 80 Kanonenkugeln, 54 langen und 20 kurzen Lanzen sowie 100 Pfund Schwarzpulver bewaffnet. Sie setzte am 3. Februar 1498 Segel und lieferte ihre Fracht wohlbehalten in Hispaniola ab.
Wegen einer Meuterei in seiner Kolonie war Kolumbus inzwischen in Geldnöte geraten und gezwungen, seine geliebte Niña an einen gewissen Diego Ortiz zu verkaufen. Über ihr weiteres Schicksal ist nichts bekannt.

## Sonstiges
Im Kolumbusmuseum Casa de Colón auf Gran Canaria befindet sich ein Nachbau der Kapitänskajüte der Niña.

Nachbau der Kapitänskajüte der Ninã im Casa de Colón